# Corine Ingelse

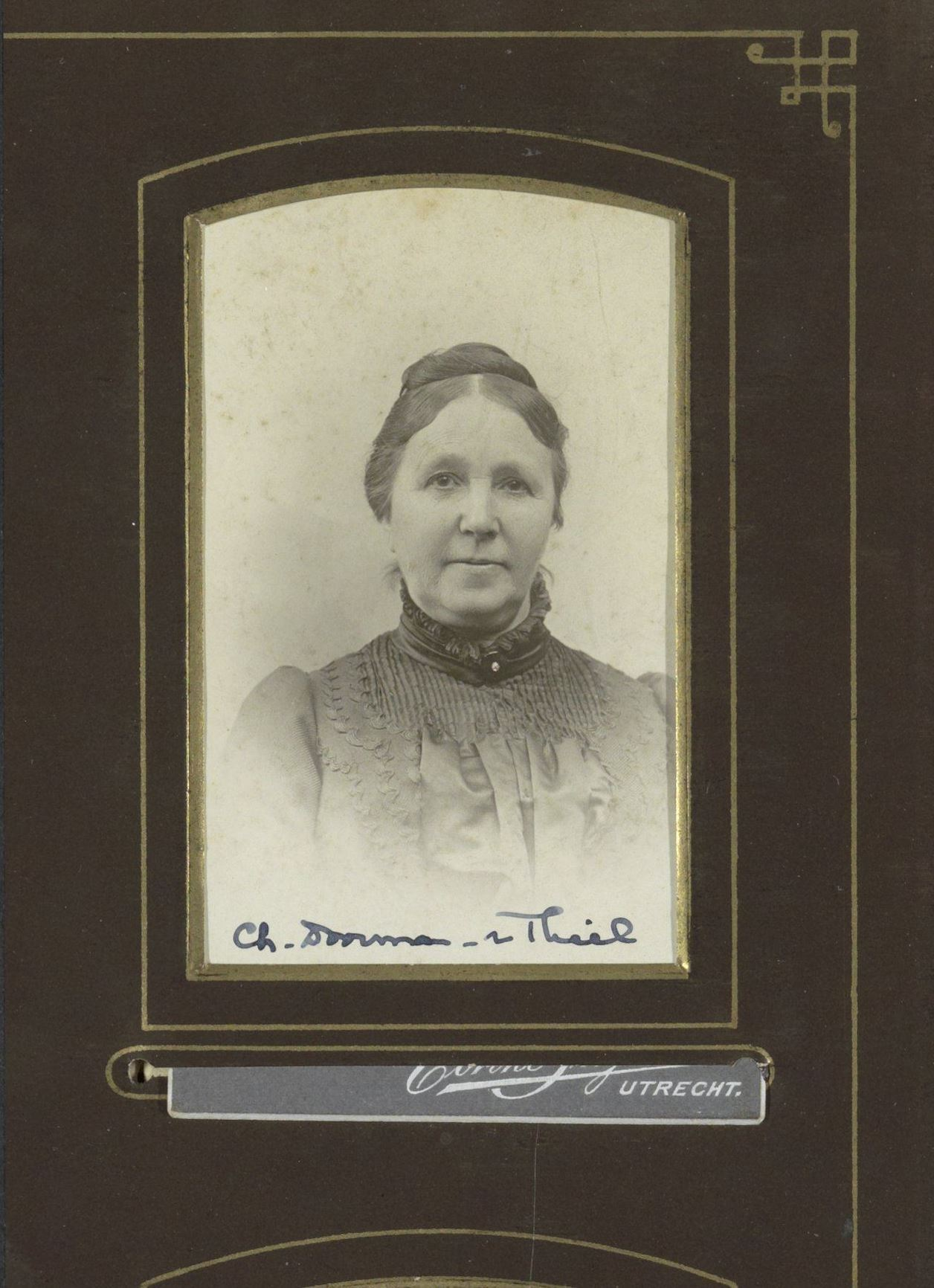
Ch. Doorman-Van Thiel, portrét

Corina Johanna Ingelse (Middelburg, 13. prosince 1859 – Amersfoort, 6. října 1950) byla nizozemská profesionální fotografka, která pořizovala hlavně portréty.

## Životopis
Corine Ingelse se narodila 13. prosince 1869 v Middelburgu jako dcera obchodníka Aarnouta Hendrika Ingelse a Johany Sary Verhoeven.
Ingelse byla úředně registrována ve městě Zwolle v roce 1897 jako retušérka ve fotoateliéru Franze Wilhelma Deutmanna. Krátce nato se přestěhovala do Goudy, kde pracovala jako retušérka pro Michiela Davidse Wesselse. Jeho manželka byla sestrou fotografů Abrahama Freliera a Zegera Cornelise Freliera, kteří stejně jako Wessels a Ingelse pocházeli z Middelburgu.
V roce 1898 se Ingelse přestěhovala do Utrechtu, kde si v květnu otevřela vlastní fotografické studio na adrese Westerstraat 11.
Krátce po zahájení svého „nového fotografického designu“ se Ingelse zúčastnila Národní výstavy ženských prací v Haagu. Je také zmíněna v souvislosti s výstavou De Vrouw 1813–1913, ale nebyla účastníkem výstavy. Uvádí se, že se věnovala fotografování dětí. V říjnu 1913 předala Ingelse své studio fotografovi Gerardu Corneliu Kooijkerovi, který v podnikání pokračoval až do roku 1919, kdy odešel do města Zeist.
Kromě toho, že byla fotografkou, působila také v Asociaci pro volební právo žen. V roce 1901 se stala sekretářkou (v měsíčníku se jí říkalo „sekretářka“) ve správní radě sdružení Utrecht. Ingelse zemřela 6. října 1950 v Amersfoortu.

## Galerie

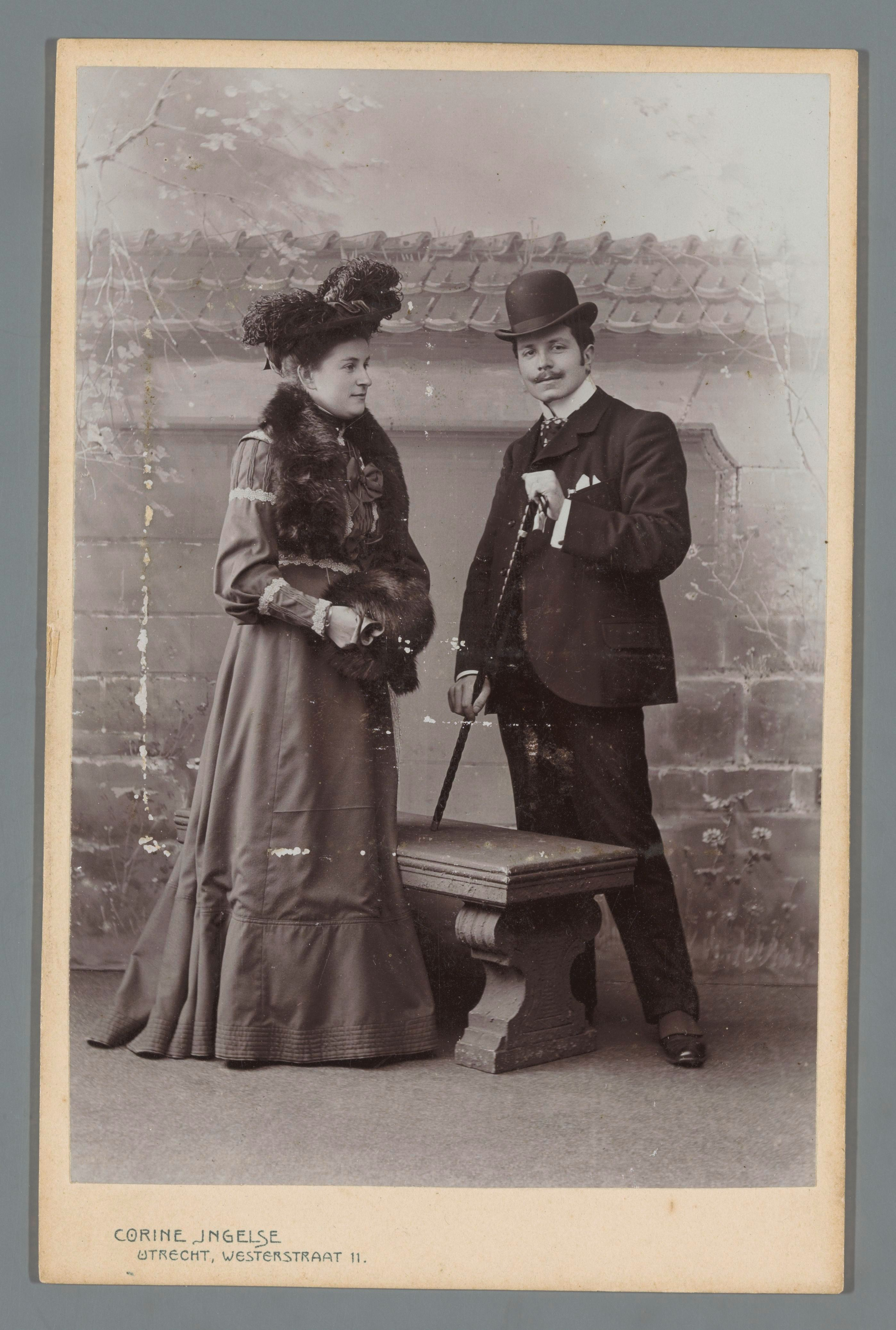
Portrét manželského páru
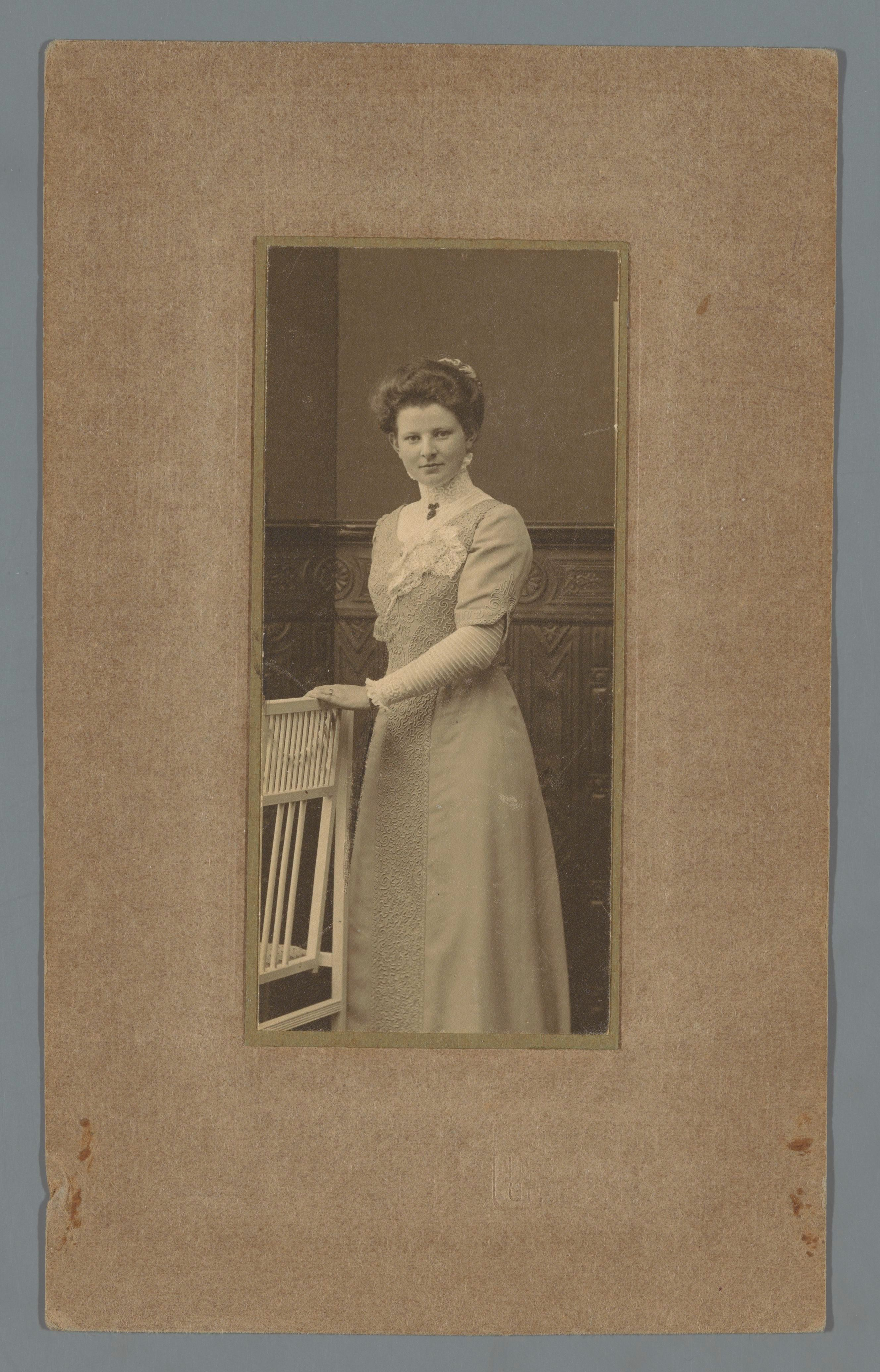
Neznámá žena
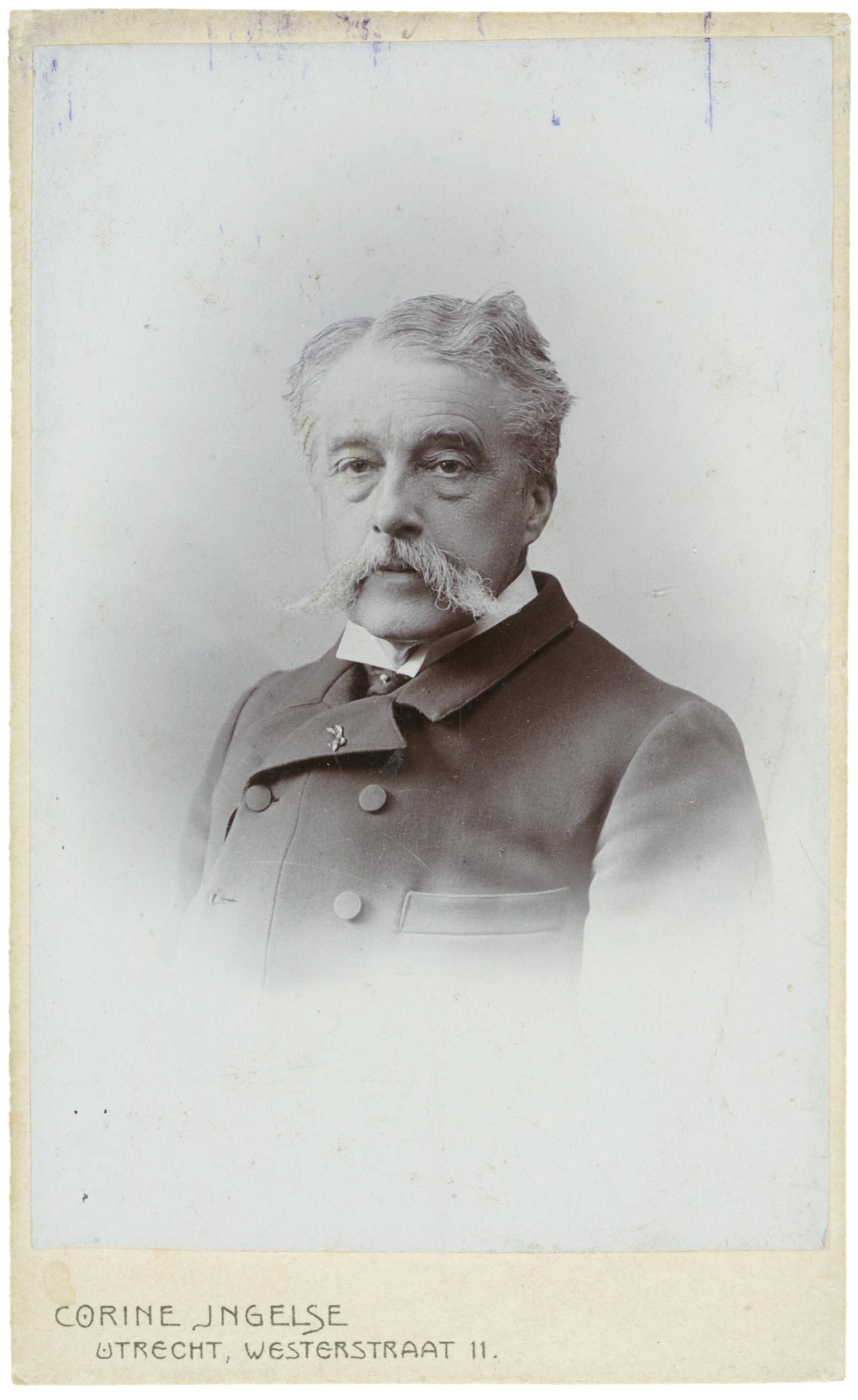
Willem Hendrik Johan van Heemstra
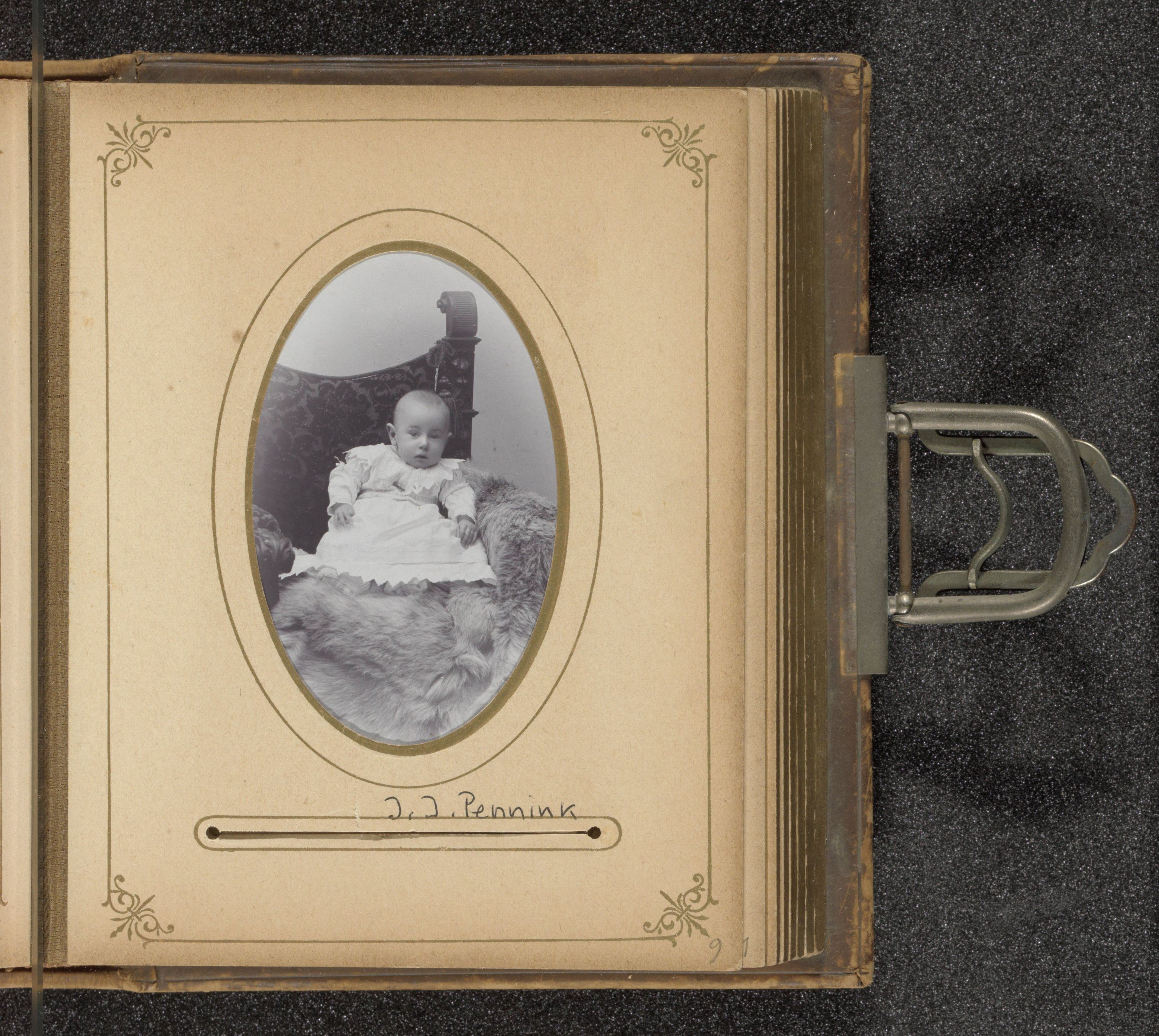
Jaap Pennink jako dítě, portrét
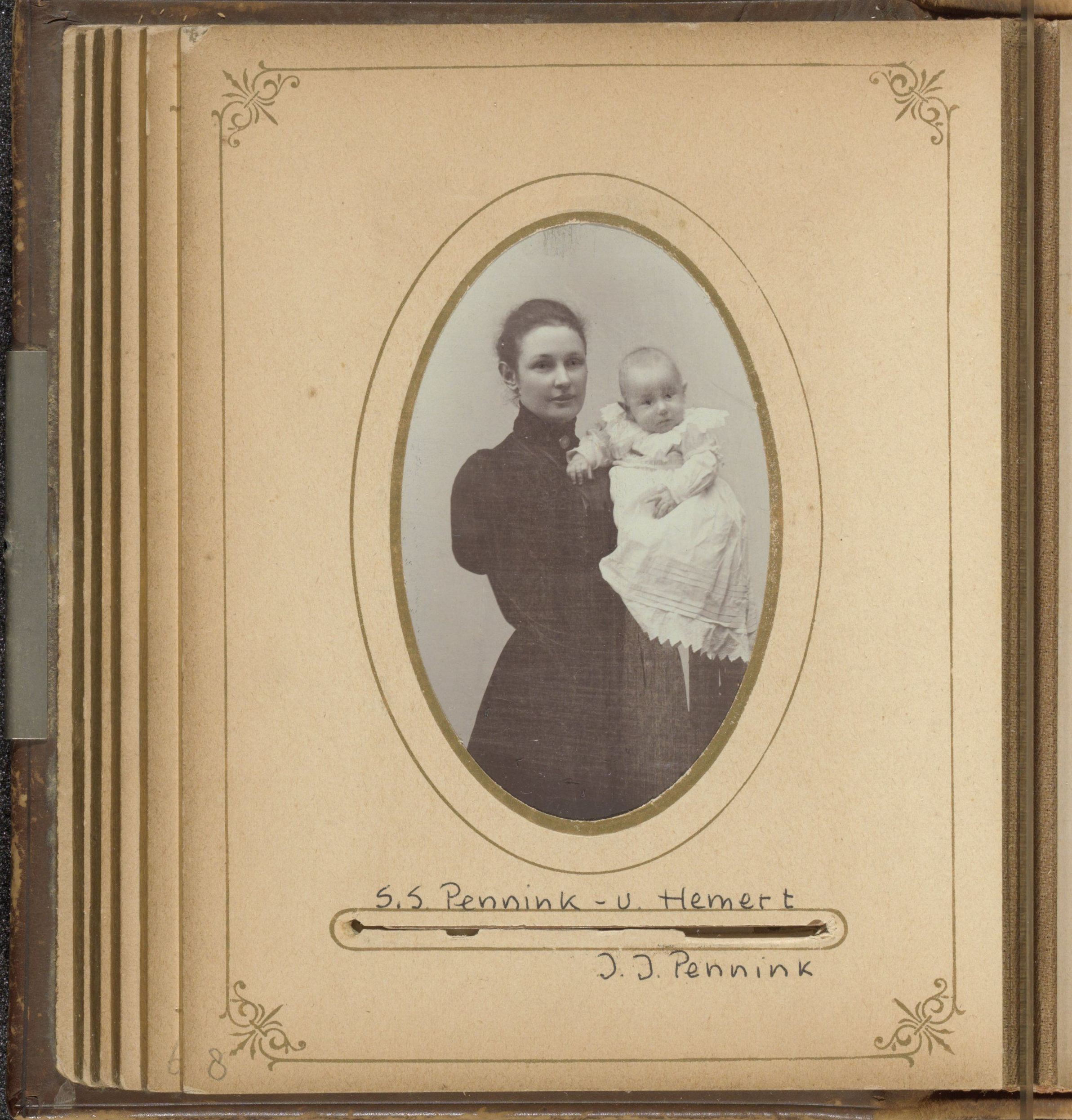
S. S. Pennink – v. Hemert en Jaap Pennink, portrét